# Enthroned
Enthroned est un groupe belge de black metal. Depuis sa création en 1993 par les anciens membres du groupe Morbid Death en 1993, le groupe a effectué de nombreux changements de line-up. Enthroned fait paraître son premier album studio, Prophecies of Pagan Fire en 1995 au label Osmose Productions. 

## Historique

### Débuts (1993-1997)
Enthroned est formé en 1993 en Belgique, par le guitariste Tsebaoth et le batteur Cernunnos, ancien membre du groupe Morbid Death,. Les deux recrutent par la suite l'ancien bassiste de Morbid Death, Sabathan, avec qui ils enregistrent leur première démo suivi d'un split EP avec le groupe Ancient Rites ; à la suite de la parution de leur tout premier album intitulé Prophecies of Pagan Fire en 1995 au label Osmose Productions, le groupe ajoute un second guitariste à son line-up, Nornagest. Nebiros rejoint le groupe et deviendra le remplaçant de Tsebaoth à la guitare.
En avril 1997, une tragédie frappe le groupe ; le batteur Cernunnos se suicide. À sa mémoire, le groupe décide de composer un mini-LP intitulé Regie Sathanas - A Tribute To Cernunnos qui paraîtra en 1998. Avant ce mini-LP, cependant, ils font paraître leur second album Towards the Skullthrone of Satan la même année au label Blackend Records.

### DeCarnage in Worlds BeyondàTetra Karcist(2000-2007)
Enthroned quitte le label Blackend Records en 2001, puis, après l'enregistrement de leur quatrième album Armoured Bestial Hell et une tournée aux États-Unis, signe un contrat avec le label Napalm Records. Un an plus tard, en 2002, le groupe fait paraître Carnage in Worlds Beyond, leur album le plus abouti à cette époque[réf. nécessaire].
En 2003, leur ancien label Blackend, connu pour leur manque de sérieux envers leurs groupes[réf. nécessaire], sort un coffret 4 CD des quatre premiers albums du groupe, sans son consentement[réf. nécessaire]. En 2004, Enthroned embarque après l'enregistrement de XES HAereticum (leur sixième album) pour une tournée sud-américaine au Brésil, en Colombie, en Argentine et en Équateur, et y enregistre un album live qui sortira sous le nom de Black Goat Ritual (Live in thy Flesh) le 30 mai 2005. Après cette tournée, Sabathan commence à montrer des signes de manque de motivation. Par la suite, Sabathan est forcé de quitter le groupe pour sa divergence de points de vue. Enthroned recrute alors Phorgath à la basse. Les membres du groupe insistent sur le fait que Nornagest doit prendre les voix en charge ; après un essai en répétition, le résultat parait plus que concluant pour les autres membres et le futur prend racine. Un autre contretemps frappe Enthroned : Glaurung ne peut rester dans le groupe car il doit quitter la Belgique et retourner dans sa région d'origine, la Bretagne, en France. Le groupe accueille donc Alsvid, ancien batteur du groupe, pour enregistrer le septième album studio Tetra Karcist. En octobre 2007, le groupe fait paraître Tetra Karcist au label Napalm Records, qui est plutôt bien accueilli par la presse spécialisée,.
En 2007, Enthroned effectue une mini-tournée en Italie, qui est un succès retentissant et leur 1er concert « à la maison » avec le nouveau line-up, qui lui aussi fut un total succès[réf. nécessaire].

### Regain Records et vingtième anniversaire (depuis 2008)
À l'aube de 2008, le groupe signe avec le fameux label suédois Regain Records, dans lequel ils prévoient par la suite la parution de leur huitième album. Ils prévoient sa parution pour début 2010. Enthroned fait paraître son huitième album, qu'ils intitulent Pentagrammaton, le 22 mars 2010. Pentagrammaton est nommé album du mois dans plusieurs magazines[Lesquels ?] et devient le plus gros succès du groupe depuis Towards the Skullthrone of Satan[réf. nécessaire]. Entretemps, Enthroned participe à une soirée au club Plan B de Moscou, en Russie, le 6 février 2009.
En août 2010, ils participent à une tournée nord-américaine aux côtés d'autres groupes tels que Deströyer 666, Pathology, Black Anvil, Estuary et Cardiac Arrest. En mai 2011, le groupe annonce un nouveau contrat avec le label Regain Records. Le guitariste des tournées, Tzelmoth, quitte le groupe pour se porter plus d'attention à sa vie privée. Fin 2011, Enthroned annonce la fin de son contrat avec Regain Records, ce dernier souffrant de grave difficultés financières. La même année, le groupe signe avec le label Agonia Records, avec initialement un contrat pour deux albums,. Ils auront l'opportunité de fait paraître leur neuvième album prévu pour début 2012. Ce neuvième album, intitulé Obsidium, est commercialisé le 20 mars 2012 en Europe, et le 12 avril 2012 aux États-Unis. L'album, qui présente un total de neuf chansons, est très bien accueilli par l'ensemble de la presse spécialisée,,,. En octobre 2012, le groupe annonce une tournée européenne aux côtés de Forgotten Tomb. En mars 2013, le dixième albumSovereignsest annoncé en cours d'enregistrement qui devrait marquer le vingtième anniversaire du groupe. Ce même mois, ils annoncent leurs toutes premières dates de tournées en Pologne. Le 15 avril 2013, Sovereigns sort dans les bacs et le groupe annonce plusieurs dates européennes. Début 2014, ils participeront pour la toute première fois au Blasfest en Norvège.
Quatre années intenses de tournées vont alors se succéder avant que le groupe ne prenne une année sabbatique avant de commencer l'enregistrement de leur onzième opus Cold Black Suns qui sortira le 7 juin 2019 sur Season of Mist avec qui le groupe a signé un contrat exclusif. Cold Black Suns connait un succès retantissant et est devenu la meilleure vente du groupe depuis le classique  Towards the Skullthrone of Satan en 1997.
Enthroned embarque alors pour une tournée européenne au début de l'année 2020 qui malgré un manque de promotion fut un bon succès en faisant salle comble sur plusieurs dates.

## Formation

### Membres actuels
- Nornagest – guitare (depuis 1995), chant (depuis 2007)
- Neraath – guitare, chœur (depuis 2000)
- Norgaath – basse, chœur (depuis 2018)
- Menthor – batterie (depuis 2012)
- Zarzax – guitare (2013-2017), (depuis 2019[27])

### Anciens membres
- Shagal – guitare (2017-2019)
- Garghuf – batterie (2009-2012)
- Tzelmoth – guitare live, chœur (2010-2011)(2016-2017)
- Phorgath – basse, choeur (2006-2017)[28]
- Nguaroth - guitare (2004-2009)
- Ahephaim - batterie (2007-2009)
- Alsvid – batterie (2001-2007)
- Lord Sabathan – basse, chant (1993–2006)
- Glaurung – batterie (2004-2007)
- Namroth Blakthorn – batterie (1997-2001)
- Nebiros – guitare (1995-2000)
- Da Cardoen – batterie (1997)
- Asmodeus – guitare (1995)
- Cernunnos – batterie (1993-1997)
- Tsebaoth – guitare (1993-1995)
- Alexis – chant (1993)

## Discographie

### Albums studio
- 1995 : Prophecies of Pagan Fire (Evil Omen/Osmose Productions)
- 1997 : Towards the Skullthrone of Satan (Blackend Records)
- 1999 : The Apocalypse Manifesto (Blackend Records)
- 2000 : Armoured Bestial Hell (Blackend Records)
- 2002 : Carnage in Worlds Beyond (Napalm Records)
- 2004 : XES Haereticum (Napalm Records)
- 2007 : Tetra Karcist (Napalm Records)
- 2010 : Pentagrammaton (Regain Records)
- 2012 : Obsidium (Agonia Records)
- 2014 : Sovereigns (Agonia Records)
- 2019 : Cold Black Suns (Season of Mist)

### EP
- 1998 : Regie Sathanas - A Tribute to Cernunnos (Blackend Records)
- 2000 : P-2000 (auto-enregistré)
- 2003 : Goatlust (Painkiller Records)

### Splits
- 1994 : Scared by Darkwinds / Longing for the Ancient Kingdom II (split avec Ancient Rites ; After Dark Records)
- 1997 : Towards the Skullthrone of Satan / The Trollish Mirror (split avec Amsvartner ; Blackend Records)

### Divers
- 1994 : Promo 94 (cassette démo)
- 2004 : The Blackend Collection (coffret ou bootleg selon le groupe ; Blackend Records)[29].
- 2005 : Black Goat Ritual (Live in thy Flesh) (album live ; Napalm Records)